# Grotte de Sibudu
La grotte de Sibudu est un site préhistorique situé dans la province du KwaZulu-Natal, en Afrique du Sud. Les vestiges livrés par les fouilles de cet abri sous roche montrent une occupation humaine intermittente durant le Pléistocène supérieur, entre 77 000 et 38 000 ans avant le présent (AP).

## Situation
Sibudu est un abri sous roche, situé à environ 40 km au nord de la ville de Durban et à environ 15 km à l'intérieur des terres, près de la ville de Tongaat, par rapport au littoral de l'Océan Indien. Cet abri se situe sous une falaise de grès, escarpée et boisée, exposée à l'ouest-sud-ouest, surplombant le fleuve côtier Tongati, dans une zone qui est maintenant une plantation de canne à sucre. L'abri a été formé par l'érosion verticale du lit du fleuve, qui se trouve maintenant à environ 10 m en contrebas.

## Description
La base de l'abri mesure 55 m de long et environ 18 m de large. Le site renferme une épaisse séquence de dépôts bien préservés, et datés avec précision à l'aide de la technique de luminescence optiquement stimulée.

## Occupations humaines
Les occupations humaines à Sibudu sont divisées en pré-Stillbay, Stillbay (daté de 72 000 à 71 000 ans AP), Howiesons Poort (avant 61 000 ans), post-Howiesons Poort (il y a 58 500 ans), Middle Stone Age tardif (il y a 47 700 ans) et final (il y a 38 600 ans). L'abri est resté inoccupé durant environ 10 000 ans entre la période post-Howiesons Poort et le Middle Stone Age tardif, et également entre les périodes tardive et finale du Middle Stone Age. L'abri n'a pas connu d'occupation postérieure, jusqu'au retour des hommes au début de l'Âge du fer, il y a environ 1 000 ans.
Les vestiges mis au jour suggèrent que l'abri n'était occupé que pendant les périodes de conditions climatiques humides.

## Vestiges archéologiques
Certains des premiers exemples de technologie moderne ont été trouvés dans l'abri : la première pointe de flèche en os, âgée de 61 000 ans,, les premières pointes de flèches en pierre (64 000 ans),, et une pointe correspondant à une épingle ou première aiguille à coudre (61 000 ans).
Un exemple d'utilisation de literie (77 000 ans) est resté pendant un certain temps le plus ancien connu, jusqu'à la découverte publiée en 2020 d'une autre literie datée d'environ 200 000 ans à Border Cave, un peu plus au nord, en Afrique du Sud.

## Protection
Avec les sites de Diepkloof et de Pinnacle Point, la grotte de Sibudu est inscrite sur la liste du patrimoine mondial par l'UNESCO en juillet 2024, sous le nom de « L’émergence du comportement humain moderne : les sites d’occupation du Pléistocène en Afrique du Sud ».